# Sân bay Arba Minch
Sân bay Arba Minch là một sân bay ở Arba Minch, Ethiopia (IATA: AMH, ICAO: HAAM). Sân bay này nằm ở độ cao 1187 mét trên mực nước biển, đường băng dài 2795 mét và rộng 47 mét.

## Các hãng và tuyến bay thường lệ
- Ethiopian Airlines (Addis Ababa)